# Манастир (Хасковская область)
Манастир (болг. Манастир) — село в Болгарии. Находится в Хасковской области, входит в общину Хасково. Население составляет 207 человек.

## Политическая ситуация
В местном кметстве Манастир, в состав которого входит Манастир, должность кмета (старосты) исполняет Наско Иванов Несторов (коалиция партий: партия «Родина», демократический союз «Радикалы») по результатам выборов правления кметства.
Кмет (мэр) общины Хасково — Георги Иванов Иванов (коалиция партий: партия «Родина», демократический союз «Радикалы») по результатам выборов в правление общины.